# Деловой корреспондент
Деловой корреспондент — российская ежедневная газета, издававшая в 1886—1898 годах в Екатеринбурге. В 1899 году газета была переименована в «Уральскую жизнь».

## История
Пробный номер вышел 10 августа 1886 года, первый номер 17 августа 1886 года.
Первым издателем был личный почётный гражданин, купец Н. Г. Стрижов. С 15 декабря 1889 года газета перешла А. П. Савицкой, которая сделала газету рекламно-справочным листком в торгово-промышленной газете с элементами общественно-литературного издания. С 1891 года газета выходила 6 раз в неделю на 4 полосах. В 1897 году газета перешла В. Н. Алексееву и Е. Н. Ершову.
В 1899 году газета была переименована в «Уральскую Жизнь».

## Редакторы газеты
В разные годы редакторами были С.С. Пониковский, В.А. Ильин, П.Н. Галин в 1897—1898 годах.